# Makedonski Železnici - Infrastruktura
Makedonski Železnici - Infrastruktura (en macédonien : Македонски Железници - Инфраструктура), abrégé en MŽI (МЖИ) est le gestionnaire de l'infrastructure ferroviaire de la Macédoine du Nord. Le transport de voyageurs est quant à lui assuré par Makedonski železnici.
Makedonski Železnici - Infrastruktura a été fondée le 9 août 2007, après une décision gouvernementale prise le 8 mai 2007. La compagnie a vu le jour dans un contexte de privatisation de la société Makedonski železnici. Cette dernière gérait jusqu'alors l'ensemble des trains et des voies en Macédoine. Depuis lors, elle ne s'occupe que de gestion du matériel roulant.

## Réseau

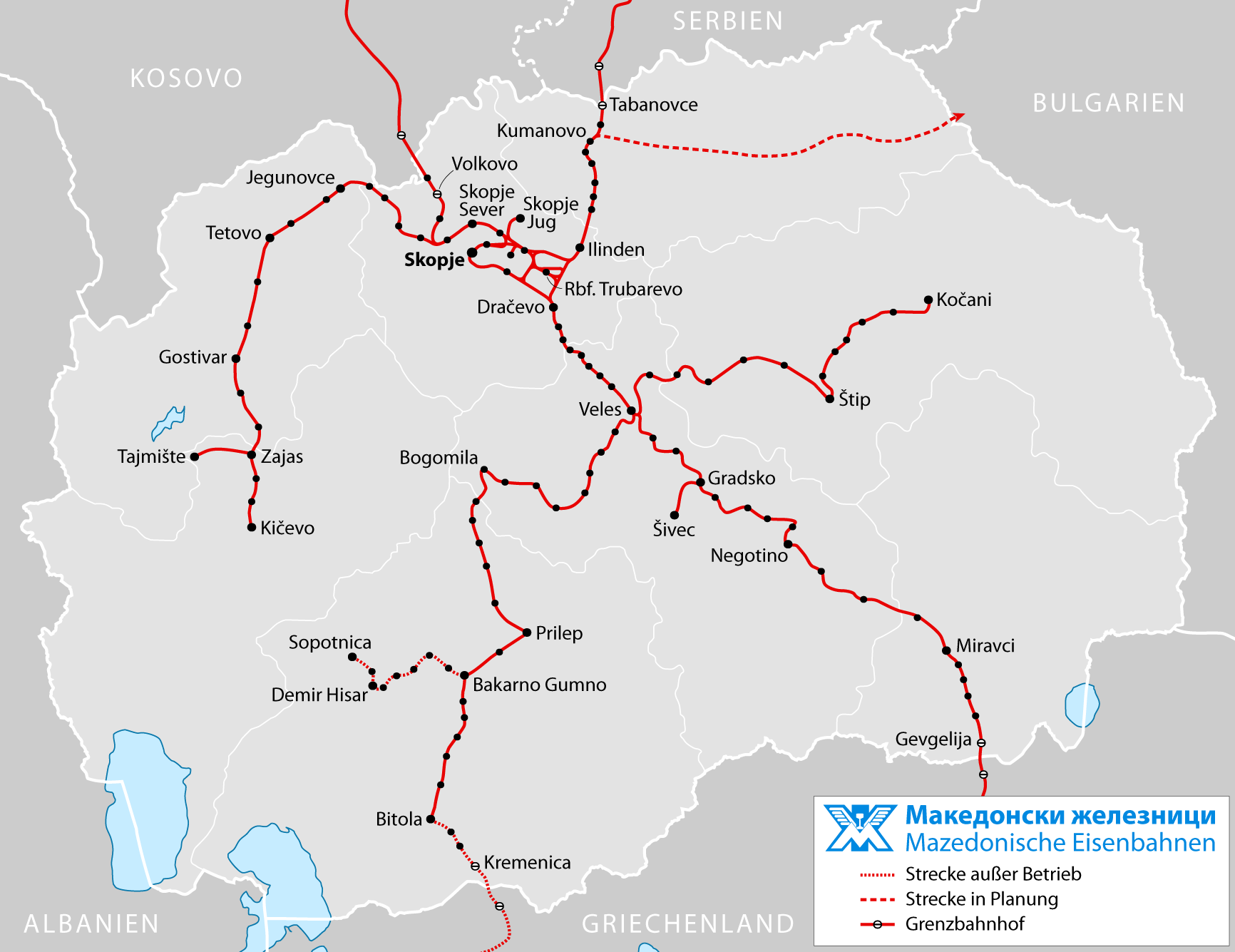
Carte du réseau géré par MŽI.

Makedonski Železnici - Infrastruktura gère un réseau ferré de 699 km de long, dont 234 km de lignes électrifiées. Le réseau est connecté avec le Kosovo, la Serbie, la Grèce et une ligne vers la Bulgarie et l'Albanie est en projet.
Le réseau ferré macédonien est composé de deux principaux axes ferroviaires :

### Corridor X

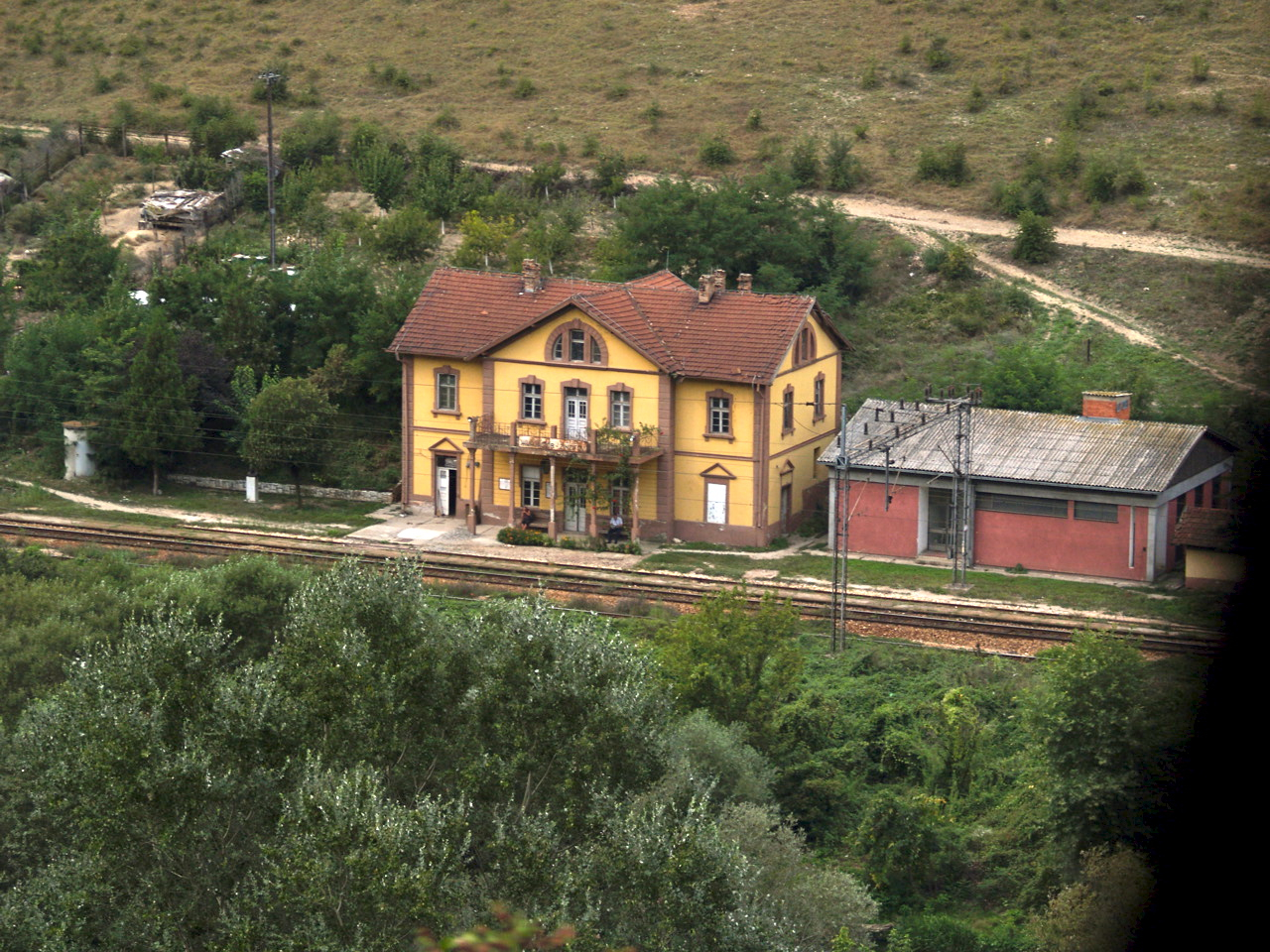
La gare de Rayko Jinzifov sur la ligne principale nord - sud, près de Vélès.

La ligne principale nord - sud s'étend de Tabanovtsé au Nord à Guevgueliya au Sud en passant par la capitale, Skopje. Elle fait partie intégrante du corridor paneuropéen X allant de Salzbourg (Autriche) à Thessalonique (Grèce). Cette ligne est une ligne à voie unique, électrifiée en 25 kV et 50 Hz.
La branche D du corridor X se décroche à Vélès pour rallier Igoumenítsa (Grèce) via la ville macédonienne de Kremenitsa. Cette branche est une voie unique non électrifiée. Une partie de la ligne, entre Bitola et Kremenitsa, est actuellement désaffectée.

### Corridor VIII
La ligne ouest - est s'étend de Kičevo à l'ouest à Koumanovo à l'est, et passe également par Skopje. Cet axe est un maillon du futur corridor paneuropéen VIII (voir la section Projets de lignes nouvelles).

### Lignes secondaires

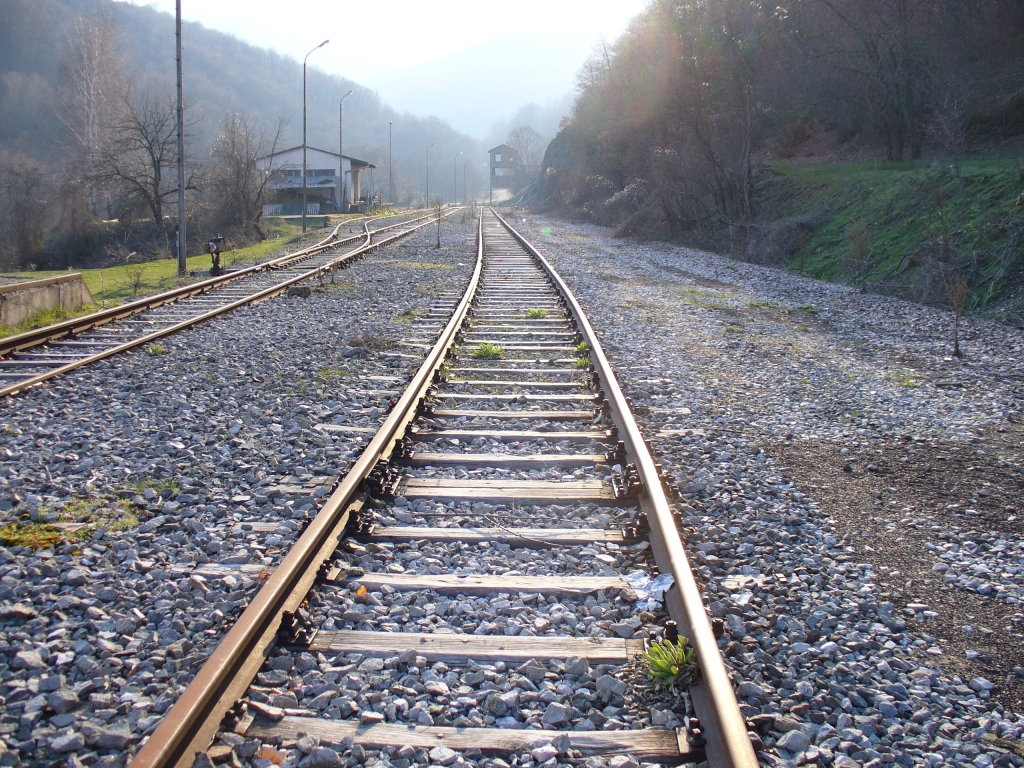
La ligne locale Zaïas - Taymichté.

Autour de ces axes structurant viennent se greffer des lignes secondaires :
- La route ferroviaire R10 reliant Skopje au Kosovo via Volkovo.
- La ligne Vélès - Kotchani qui se connecte sur le corridor X à Vélès.
- La ligne locale Zaïas - Taymichté qui se connecte sur le corridor VIII à Zaïas.
- La ligne locale Barkarno Goumno - Sopotnitsa qui se connecte sur la branche D du corridor X à Barkarno Gumno, aujourd'hui désaffectée.

### Anciennes lignes
Pendant la Première Guerre mondiale, plusieurs voies ferrées à écartement étroit ont été construites pour faciliter l'acheminement des troupes vers le front de Salonique. Ainsi, les Bulgares et leurs alliés allemands ont construit une ligne Vélès-Stari Grad-Stepantsi, une ligne Demir Kapiya-Krnyevo et une ligne Gradsko-Drenovo-Troyatsi-Pletvar-Prilep-Alintsi se prolongeant en trois rameaux, l'un vers Kanatlartsi, un autre vers Bitola et un dernier vers Kajani, près du lac Prespa. Ces lignes sont construites en 1916 et 1917.
La portion Skopje-Kičevo de la ligne ouest-est date également de cette époque. À l'origine, elle descendait bien plus au sud, jusqu'à Tachmarounichta, un village situé au nord de Struga, près de l'Albanie. Cette ligne desservait notamment Ohrid et Struga, mais elle était mal construite et les trains ne pouvaient pas dépasser une moyenne de 15 km/h. La portion conservée, Skopje-Kičevo, fut reconstruite en 1922 et possède depuis un alignement standard.

## Projets

### Rénovation des infrastructures
Les dernières rénovations du réseau ferré macédonien ont eu lieu dans les années 1980. Par conséquent, la qualité des infrastructures ferroviaire est faible et des rénovations sont envisagées sur plusieurs sections du corridor X et de sa branche D :
- Rénovation de la section de 14 km entre Koumanovo et Delyadrovtsi.
- Rénovation de la section de 35 km entre Dratchevo et Delyadrovtsi.
- Reconstruction de la section de 16 km entre Bitola et Kremenitsa sur la branche D.

### Lignes nouvelles
Le plan indicatif multiannuel 2009-2011 de la République de Macédoine propose comme priorité nationale l'initialisation des projets suivants :
- La création de la ligne Koumanovo - Belyakovtsé (frontière avec la Bulgarie) pour 200 millions d'euros.
- La création de la ligne Kičevo - Struga (frontière avec l'Albanie) pour 206 millions d'euros.

Ces deux lignes nouvelles viendront parachever le corridor VIII reliant Durrës (Albanie) au bord de la mer Adriatique à Varna (Bulgarie) au bord de la mer Noire.